# Justyn Spyrłak
Justyn Spyrłak, właściwie Jan Spyrłak (ur. 7 grudnia 1895 w Bronowicach Małych, zm. 1/2 lipca 1941 w Czortkowie) – duchowny Kościoła katolickiego, dominikanin, Sługa Boży Kościoła katolickiego, zamordowany przez NKWD.

## Życiorys
Jan Spyrłak urodził się 7 grudnia 1895 w Bronowicach Małych k. Krakowa (obecnie część tego miasta). Po osiągnięciu pełnoletności, 15 września 1912 roku wstąpił do zakonu dominikanów w Krakowie. Po odbyciu nowicjatu dnia 15 września 1913 roku złożył ostatnie śluby zakonne, przyjmując imię zakonne: Justyn. W latach 1913–1919 studiował filozofię, a w okresie 1913–1923 był studentem teologii. Sześć lat po złożeniu ślubów zakonnych, w 1919 roku otrzymał sakrament święceń. Na początku był zakrystianinem w klasztorze w Krakowie, następnie przeniesiono go do Żółkwi, gdzie m.in. był katechetą w seminarium nauczycielskim sióstr Felicianek i prefektem internatu. W latach 1930–1933 był przeorem klasztoru w Jarosławiu, gdzie w odbudowanym skrzydle budynku urządził internat dla uczniów szkół budowlanych. Później posługiwał we Lwowie, gdzie był spowiednikiem zakonnic i ekonomem klasztoru. W 1935 przeniesiono go ostatecznie do Czortkowa, gdzie na początku służył jako katecheta, a od 1937 sprawował urząd przeora tamtejszego klasztoru i kościoła św. Stanisława. Dominkanie prowadzili równocześnie tamtejszą parafię. Klasztor był ośrodkiem dynamicznej akcji apostolskiej wśród inteligencji, otaczał także opieką szkoły, stowarzyszenia młodzieżowe i więźniów.
Gdy w latach 30. dominikanie polscy włączyli się w akcję „Swój do swego po swoje” i władze prowincji wydały zakonnikom zakaz kupowania w sklepach żydowskich, o. Justyn Spyrłak aktywnie się w to zaangażował, jako ekonom i przeor. Na posesji klasztornej w Czortkowie zlecił budowę domu towarowego, który miał konkurować z miejscowym handlem żydowskim. Do jego obsługi sprowadził kupców z Wielkopolski. Nie tylko zakazał dominikanom kupować w sklepach żydowskich, ale nie dawał Żydom możliwości handlowania w dominikańskim domu towarowym. Wywołało to ogromne niezadowolenie ze strony niektórych Żydów; dwóch z nich brało potem udział w zamordowaniu dominikanów przez NKWD w lipcu 1941 roku.
W latach przed wybuchem wojny w konwencie odbywały się zjazdy i kursy działaczy Akcji Katolickiej, spotkania inteligencji i zebrania okolicznego duchowieństwa. Ta szeroka działalność została przerwana po sowieckiej agresji we wrześniu 1939. Pomimo szykan i nacisków o. Justyn Spyrłak pozostał ze współbraćmi w czortkowskim klasztorze, zamienionym przez okupanta w większości na koszary wojskowe. Wizytujący klasztor w tym czasie trzykrotnie o. Paweł Kielar pisał, iż „atmosfera gotowości na wszelkie ofiary cechowała wszystkich zakonników. Udzielała się ona także parafii”. Przeor umożliwiał polskim organizacjom podziemnym spotykanie się w kościele. Na przełomie 1939/40 roku w chórze kościelnym odbyło się ślubowanie organizatorów podziemia. W dniu rozpoczęcia powstania czortkowskiego 21 stycznia 1940 konspiratorzy również zgromadzili się w kościele i z niego wyruszyli w kolejnych grupach na akcję.

## Śmierć
Po ataku Niemiec na ZSRR NKWD dokonało masakry więźniów w Czortkowie oraz innych zbrodni. Opuszczając miasto 2 lipca 1941 rankiem funkcjonariusze NKWD, w porozumieniu z jednostką wojskową, wtargnęli do klasztoru i zamordowali, przy pomocy miejscowych Żydów, wszystkich zakonników, w tym ojca Justyna. Czterech z nich zabito w klasztorze, a o. Justyna i pozostałych wyprowadzono na przedmieście Starego Czortkowa zwane Berdo, nad rzeką Seret, gdzie zostali zamordowani strzałami w tył głowy. Śledztwo prowadzone w latach 90. potwierdziło, iż w egzekucji dominikanów brali udział czortkowscy Żydzi w służbie NKWD: Ignacy Blum przyszły generał LWP i Klemens Nusbaum, przyszły pułkownik LWP. Nusbaum zastrzelił również jednego ze świadków zbrodni.
Wieść o śmierci dominikanów rozeszła się szybko po mieście i okolicy. W miejscu, gdzie leżeli, zebrały się tłumy ludzi. „Niektórzy z zebranych klękali i z największą czcią maczali we krwi chusteczki, inni zbierali do naczyń zakrwawioną ziemię, całowali miejsce, gdzie leżały ciała”. Mimo starań władze nie pozwoliły pochować pomordowanych w grobowcu zakonnym, tylko w miejscu, gdzie zostali oni znalezieni. Funkcjonariusze NKWD splądrowali także kościół, niszcząc przedmioty kultu i dopuszczając się profanacji Najświętszego Sakramentu, który został wysypany z puszek i podeptany, na koniec podpalili klasztor. Gdy w niedzielę 6 lipca wkroczyły do Czortkowa oddziały niemieckie, pochowano pomordowanych zakonników w grobowcu zakonnym i odprawiono Mszę św. żałobną. W pogrzebie uczestniczył tłum mieszkańców.
Justyn Spyrłak OP został zapamiętany w zakonie jako męczennik. Historyk dominikański br. Emanuel Działa zapisał, iż o. Justyn z paroma współbraćmi, „którzy potem zginęli śmiercią męczeńską”, uczestniczył przed wybuchem wojny w rekolekcjach zakonnych, które prowadził o. Jacek Woroniecki i zachęcał do modlitwy „o łaskę męczeństwa”. W pięćdziesiątą rocznicę ich śmierci, 2 lipca 1991 dokonano ekshumacji ciał o. Justyna i współbraci i pochowano je na miejscowym cmentarzu. Dziesięć lat później, w kościele św. Stanisława w Czortkowie odsłonięto tablicę upamiętniającą pomordowanych dominikanów. W 2006 roku w archidiecezji lwowskiej rozpoczął się proces beatyfikacyjny Jana Justyna Spyrłaka i jego towarzyszy. Zatwierdzony przez Kongregację Spraw Kanonizacyjnych pod numerem 2722. Kardynał Marian Jaworski, metropolita lwowski, stwierdził, że „masakra ośmiu dominikanów została popełniona z nienawiści do wiary, nienawiści do Pana. Razem z nimi Matka Boża cierpiała w tym czasie, o czym świadczy przebity pociskami obraz Matki Bożej przyniesiony do katedry lwowskiej przez dominikanów” oraz wyraził nadzieję, iż „z pomocą Boga będzie mógł z radością ukończyć proces kanonizacji czortkowskich męczenników”.